# MLO (glasbena skupina)
MLO (poznana tudi kot Music of Life Orchestra) je glasbena skupina, ki sta jo ustanovila britanski glasbenik Jon Tye (2 Player, Alternative 3, Echo Park) in avstralski Peter Smith (F Troop, Rising High Collective). 
Glasbenika skupaj ustvarjata tudi kot Smith/Tye.
MLO izvaja glasbo, ki vključuje ambientno, techno and trance.
Skupina je bila ustanovljena v sredini 90-tih let 20. stoletja. Višek glasbenega ustvarjanja predstavlja trojni album Plastic Apple, prvi disk, pri katerem je sodeloval DJ Food.

## Diskografija
- 01 Hour 01 Minute 01 Second (1994, i.t.p. Records, cat no: ITPAL 001CD)
- Io (1994, Rising High Records, cat no: RSN CD016)
- Plastic Apple (7. oktober 1996, Aura Surround Sounds, cat. no: SUCD 005)